# Холанд Тејлор
Холанд Вирџинија Тејлор (енгл. Holland Virginia Taylor; Филаделфија, 14. јануар 1943) је америчка глумица. Добила је награду Еми за најбољу споредну глумицу у драмској серији 1999. године за улогу судије Роберте Китлсон у серији Адвокатура (1998—2003) и била је номинована и следеће године. За улогу Евелин Харпер у серији Два и по мушкарца (2003—2015) била је номинована за награду Еми за најбољу споредну глумицу у хумористичкој серији четири пута.
Такође је била запажена у хумористичким серијама Bosom Buddies (1980—1982), The Powers That Be (1992—1993) и The Naked Truth (1995—1996). Тумачила је и Џил Олингер у сапуници Сва моја деца (1981−1983), Пеги Пибоди у серији Женске приче (2004—2008) и Иду Силвер у серији Mr. Mercedes (2017−2019). Током 2020. године, привукла је пажњу и похвале критичара за улогу Елен Кинкејд у мини-серији Холивуд, због које је осми пут номинована за Емија.
Између осталих, појавила се у филмовима Лов на зелени дијамант (1984) и његовом наставку Драгуљ са Нила (1985), Алис (1990), Умрети за (1995), Једног лепог дана (1996), Џорџ из џунгле (1997), Труманов шоу (1998), Веруј у љубав (2000), Правна плавуша (2001), Изнајмљени дечко (2005), Сурогат мама (2008), Глорија Бел (2018) и Бил и Тед 3 (2020).
Написала је и играла у соло представи Ен (Бродвеј, 2013) о лику и делу Ен Ричардс и за ову улогу је била номинована за награду Тони за најбољу глумицу у представи 2013. године. Накратко се вратила овој улози 2022. године.